# Winning Combinations: Deep Purple and Rainbow
Winning Combinations: Deep Purple and Rainbow è un album di raccolta dei gruppi rock Deep Purple e Rainbow, pubblicato nel 2003.

## Tracce

### Deep Purple
1. Bad Attitude (Ian Gillan, Ritchie Blackmore, Roger Glover, Jon Lord) - 4:44
2. Hush (live) (Joe South) - 3:30
3. Perfect Strangers (Gillan, Blackmore, Glover) - 5:28
4. Highway Star (live) (Gillan, Blackmore, Glover, Lord, Ian Paice) - 6:12
5. Mean Streak (Gillan, Blackmore, Glover) - 4:22

### Rainbow
1. Rock Fever (Joe Lynn Turner, Blackmore) - 3:51
2. Since You Been Gone (Russ Ballard) - 3:18
3. I Surrender (live) (Ballard) - 5:44
4. Stone Cold (Turner, Blackmore, Glover) - 5:17
5. Street of Dreams (Turner, Blackmore) - 4:25